# Hammer Trail
Salomon Hammer Trail og Salomon Hammer Trail Winter Edition er to årlige trail-arrangement på Hammerknuden på Bornholm arrangeret af Tejn IF. Disse arrangement har trailløb over flere distancerne. Hammer Trail: 100 og 50 miles, 50 km og 25 km  - Hammer Trail Winter Edition: 50 miles, maraton, halvmaraton, 10 km. 
Fra 2015 løbes DM i kort trail (halvmaraton) og lang trail (50 miles), hvor deltagerne skal have medlemskab af en klub under Dansk Atletik Forbund. 